# Мжаванадзе, Рехиме Мамудовна
Рехиме Мамудовна Мжаванадзе (1921 год, село Мухаэстате, Кобулетский уезд, Аджарская АССР, ССР Грузия — 1979 год, село Мухаэстате, Кобулетский район, Грузинская ССР) — колхозница колхоза «Комкавширис хма» Кобулетского района, Аджарская АССР, Грузинская ССР. Герой Социалистического Труда (1949).

## Биография
Родилась в 1921 году в крестьянской семье в селе Мухаэстате Кобулетского уезда (сегодня — Кобулетский муниципалитет), Аджарская АССР. Окончила местную сельскую школу. С конца 1930-х годов трудилась рядовой колхозницей на чайной плантации колхоза «Комкавширис хма» Кобулетского района. Показывала выдающиеся трудовые результаты при сборе чайного листа. В 1945 году заняла первое место в колхозном социалистическом соревновании.
В 1948 году собрала 7125 килограмм сортового зелёного чайного листа на участке площадью 0,5 гектара. Указом Президиума Верховного Совета СССР от 29 августа 1949 года удостоена звания Героя Социалистического Труда за «получение высоких урожаев сортового зелёного чайного листа и цитрусовых плодов в 1948 году» с вручением ордена Ленина и золотой медали «Серп и Молот» (№ 4661).
Этим же Указом званием Героя Социалистического Труда была награждена труженица колхоза «Комкавширис хма» Эмина Реджебовна Гохидзе.
Проживала в родном селе Мухаэстате Кобулетского района. С 1976 года — персональный пенсионер союзного значения. Скончалась в 1979 году.